# Chủ tịch Duma Quốc gia
Chủ tịch Duma Quốc gia của Hội đồng Liên bang Nga (tiếng Nga: Председатель Государственной Думы Федерального собрания Российской Федерации), hoặc đơn giản là Chủ tịch Hạ viện Nga (tiếng Nga: Спикер Палаты представителей Российской Федерации) là viên chức chủ trì của hạ viện của quốc hội Nga. Trách nhiệm của ông bao gồm giám sát công việc hàng ngày của Duma Nhà nước chủ trì và duy trì trật tự tại các phiên họp thường kỳ của quốc hội. Diễn giả cũng chủ trì Hội đồng Duma bao gồm đại diện của tất cả các đảng của quốc hội và xác định chương trình nghị sự lập pháp.
Chủ tịch của Duma có thể can thiệp và bày tỏ quan điểm của mình nhưng được cho là không thiên vị trong các hoạt động của mình tại các phiên họp thường kỳ của quốc hội.

## Lịch sử
Vị trí Chủ tịch của Duma Quốc gia được thành lập vào năm 1906, khi Duma Quốc gia của Đế quốc Nga được thành lập. Chủ tịch đầu tiên là Serge Muromtsev. Vị trí này tồn tại trong 11 năm, trong đó năm người giữ vị trí này. Nó đã bị bãi bỏ cùng với Duma Quốc gia sau Cách mạng Nga.
Nó đã được khôi phục sau 76 năm, sau khi Liên Xô tan rã và cuộc khủng hoảng hiến pháp năm 1993. Chủ tịch đầu tiên của Duma Quốc gia sau khi khôi phục lại bài viết là Ivan Rybkin.
Kể từ tháng 1 năm 1995, diễn giả của Duma Quốc gia cũng là thành viên của Hội đồng Bảo an Liên bang Nga.
Chủ tịch hiện tại Vyacheslav Volodin đã được bầu vào ngày 5 tháng 10 năm 2016.

## Danh sách chủ tịch Duma
|                                  |                                  | Chân dung                        | Chủ tịch                         | Bắt đầu                          | Kết thúc                         | Đảng | Đảng                             | Duma khóa                        |
| Chủ tịch Duma Quốc gia (từ 1993) | Chủ tịch Duma Quốc gia (từ 1993) | Chủ tịch Duma Quốc gia (từ 1993) | Chủ tịch Duma Quốc gia (từ 1993) | Chủ tịch Duma Quốc gia (từ 1993) | Chủ tịch Duma Quốc gia (từ 1993) | Chủ tịch Duma Quốc gia (từ 1993) | Chủ tịch Duma Quốc gia (từ 1993) | Chủ tịch Duma Quốc gia (từ 1993) |
| -------------------------------- | -------------------------------- | -------------------------------- | -------------------------------- | -------------------------------- | -------------------------------- | --- | -------------------------------- | -------------------------------- |
| 6                                |                                  |                                  | Ivan Rybkin (1946–)              | 14 tháng 1 năm 1994              | 17 tháng 1 năm 1996              | Đảng Nông nghiệp |                                  | I                                |
| 7                                |                                  |                                  | Gennadiy Seleznyov (1947–2015)   | 17 tháng 1 năm 1996              | 18 tháng 1 năm 2000              | Đảng Cộng sản (trước 4 tháng 5 năm 2002) ↓ Không đảng / Độc lập (4 tháng 6 năm 2002 - 29 tháng 10 năm 2002) ↓ Không đảng / Đảng nước Nga tái sinh (khoảng 29 tháng 10 năm 2002) |                                  | II                               |
| 7                                |                                  | 18 tháng 1 năm 2000              | Gennadiy Seleznyov (1947–2015)   | 29 tháng 12 năm 2003             |                                  | Đảng Cộng sản (trước 4 tháng 5 năm 2002) ↓ Không đảng / Độc lập (4 tháng 6 năm 2002 - 29 tháng 10 năm 2002) ↓ Không đảng / Đảng nước Nga tái sinh (khoảng 29 tháng 10 năm 2002) | III                              |                                  |
| 8                                |                                  |                                  | Boris Gryzlov (1950–)            | 29 tháng 12 năm 2003             | 24 tháng 12 năm 2007             | Đảng nước Nga thống nhất |                                  | IV                               |
| 8                                | 24 tháng 12 năm 2007             | 21 tháng 12 năm 2011             | Boris Gryzlov (1950–)            | V                                |                                  | Đảng nước Nga thống nhất |                                  |                                  |
| 9                                |                                  |                                  | Sergey Naryshkin (1954–)         | 21 tháng 12 năm 2011             | 5 tháng 10 năm 2016              | Đảng nước Nga thống nhất |                                  | VI                               |
| 10                               |                                  |                                  | Vyacheslav Volodin (1964–)       | 5 tháng 10 năm 2016              | Đương nhiệm                      | Đảng nước Nga thống nhất |                                  | VII                              |